# Dobra (Szatmár megye)
Dobra (románul: Dobra) település Romániában, Szatmár megyében.

## Fekvése
Szatmár megyében, Nagykárolytól délkeletre, Krasznabéltek, Alsószopor, Nántű és Rákosterebes között fekvő település.

## Története
Dobra és környéke már a bronzkorban is lakott hely volt, amit a határában az úgynevezett Pogányvár nevű dűlőben talált bronzkori leletek; bronzeszközök, karikák is bizonyítanak.
Nevét már a Váradi regestrumban is említették. Nevét akkor is mai alakjában Dobra néven írták.
A Bélteki uradalomhoz tartozott, s annak sorsában osztozott. A Drágfiak birtoka volt.
1424-ben a Drágfiak osztozkodásakor a Bélteki ág szerezte meg a birtokot.
1470-ben Bélteki Mihály hűtlensége miatt a birtokot a Drágfiak szerezték meg, majd a család XVI. század közepe táján történt kihalása után a Kővári uradalomé lett, s később pedig az Erdődi uradalomhoz került.
1592-ben az Erdődi uradalommal együtt a Szatmári váré lett.
1636-ban Prépostvári Zsigmond és felesége Széchy Katalin lett az egész helység birtokosa.
Az 1600-as évek közepe tájától Rákóczi birtok volt.
1773-ban gróf Károlyi családé lett, a családból Károlyi Antal kapott rá királyi adományt a bélteki uradalommal együtt.
Károlyi Antal ide telepítette Béltek magyar lakosságát is.
A Károlyi család birtoka volt az 1900-as évek elején is.
Az 1900-as évek elején 271 házból álló magyar kisközség volt, 1318 református lakossal, és 5626 katasztrális hold határral.
A trianoni békeszerződés előtt Szatmár vármegye Erdődi járásához tartozott, a második bécsi döntés után 1944-ig Szilágy vármegye része.

## Nevezetességek
- Református temploma – 1797-ben épült.